# Olibrus millefolii
Olibrus millefolii là một loài bọ cánh cứng trong họ Phalacridae. Loài này được Paykull miêu tả khoa học năm 1800.

## Hình ảnh

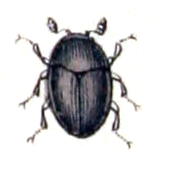